# Lecionário 66
O Lecionário 66 (designado pela sigla ℓ 66 na classificação de Gregory-Aland) é um antigo manuscrito do Novo Testamento, paleograficamente datado do Século IX d.C.[a]
Este codex contém lições dos evangelhos de Mateus, Marcos, Lucas e João (conhecido como Evangelistarium), o manuscrito é palimpsesto e segue a ordem da Igreja Bizantina. O manuscrito mais antigo tem erros de escrita.[a]. Foi escrito em grego, e actualmente se encontra na Biblioteca Nacional da França.